# Hyundai Genesis
Hyundai Genesis er en bilmodel fra Hyundai med V6 Biturbo motor og 360 Hk.
| Stub | Spire Denne bilrelaterede artikel er en spire som bør udbygges. Du er velkommen til at hjælpe Wikipedia ved at udvide den. |